# Pseudokrupp
Als Pseudokrupp oder Pseudocroup (Synonyme: [akute] stenosierende Laryngotracheitis, Laryngitis subglottica, vereinfachend manchmal auch „Krupp“ genannt, von schottisch croup, „Heiserkeit“) wird eine unspezifische Entzündung der oberen Atemwege im Bereich des Kehlkopfes (Larynx) unterhalb der Stimmritze (Glottis) bezeichnet, die durch einen charakteristischen bellenden Husten („Schafhusten“), Heiserkeit und bei schweren Verläufen auch Atemnot geprägt ist. Hauptsächlich betroffen sind Säuglinge und Kleinkinder im Alter zwischen sechs Monaten und sechs Jahren, nur in sehr seltenen Fällen Jugendliche und junge Erwachsene.
Die Erkrankung ist nicht mit dem sogenannten „echten Krupp“ zu verwechseln, unter dem man die Entzündung des Kehlkopfes bei Diphtherie versteht. Da in Europa der „echte Krupp“ durch die Impfung gegen Diphtherie sehr selten geworden ist, spricht man heutzutage meist nicht mehr von Pseudokrupp (oder wie früher von Falscher Krupp), sondern vereinfachend von Krupp bzw. dem Krupp-Syndrom. Zwar ist die Erkrankung häufig selbstlimitierend, dennoch wird auch bei leichten Fällen die Gabe von Glucocorticoiden empfohlen. Bei schweren Fällen können auch inhalative Adrenalingaben und eine Überwachung im Krankenhaus notwendig werden.

## Ursachen
Pseudokrupp tritt meist infolge viraler Infektionen auf. Die häufigsten Erreger sind Parainfluenza-(meist Typ 1), Influenza-(Typ A oder B), RS-, Rhino-, Adeno- und Metapneumoviren, gelegentlich auch Masern-, Windpocken-, Herpes-simplex und Epstein-Barr-Viren. Eine Studie aus dem Jahr 2022 aus den USA ergab, dass auch die Omikron-Variante des SARS-CoV-2-Virus insbesondere bei Kindern Pseudokrupp auslösen könnte. Negativ können sich starke Luftverschmutzung, Witterungseinflüsse und passives Rauchen auswirken, wobei dies keine ursächlichen Faktoren sind.

Bei Kindern wirken sich Schwellungen in den Atemwegen stärker aus

Durch die virale Infektion entzündet sich die Schleimhaut im Bereich des Kehlkopfes und unterhalb der Stimmbänder. Durch die Entzündung schwillt die Schleimhaut an, so dass es zu einer Verengung der Atemwege kommt. Bei Kindern sind die Atemwege noch sehr klein, so dass sich die Einengung stärker auswirkt als bei älteren Kindern oder Erwachsenen. Bei einem 1 mm dicken Ringödem im Bereich des Ringknorpels erhöht sich der Atemwegswiderstand beim Kleinkind auf das 16fache; bei Erwachsenen nur auf das Dreifache (siehe Abbildung).
Seltener können auch ältere Kinder an Pseudokrupp erkranken. Meist ist der Kehlkopfbereich dann aber schon so groß, dass die Schwellung nur zu Heiserkeit führt.
Etwas seltener als die virale Form ist der spastische Pseudokrupp, welcher meist allergische oder pseudoallergische Gründe hat.
Pseudokrupp tritt hauptsächlich und verstärkt nachts auf. Die Ursache dafür liegt wahrscheinlich in der circadianen Cortisolrhythmik, welche ein Minimum zwischen 24 und 4 Uhr aufweist. In diesem Zeitraum einer verminderten endogenen Cortisolproduktion kann der Körper schlechter auf Entzündungen reagieren.
Pseudokrupp weist eine jahreszeitliche Häufung in den Monaten Oktober bis März auf. Es kann vermutet werden, dass das in dieser Jahreszeit herrschende feuchtkalte Wetter die Abwehrkräfte der Betroffenen zusätzlich schwächt und die Betroffenen generell mehr Viren aus der Umgebung ausgesetzt sind.

## Epidemiologie
Pseudokrupp tritt meistens im Alter zwischen sechs Monaten bis drei Jahren auf. Unter einem Alter von sechs Monaten und über sechs Jahren ist die Erkrankung sehr selten. Pseudokrupp weist unter sechs Jahren eine Inzidenz von 1,5 % bis 6 % auf, welche im zweiten Lebensjahr ihr Maximum erreicht.  Jungen sind mit einem Verhältnis von etwa 1,4:1 häufiger als Mädchen von Pseudokrupp betroffen.  Etwa 10–15 % aller Kinder erkranken einmal in ihrem Leben an einem viralen Pseudokrupp.

## Symptome
Die Symptome äußern sich in typischem trocken bellendem Husten, Heiserkeit und laut pfeifenden Geräuschen bei der Einatmung (inspiratorischer Stridor). Bei höhergradiger Verengung kann es zu Luftnot mit Zeichen einer angestrengten Atmung wie Einziehungen der Zwischenrippenräume (Intercostalraum) und der Drosselgrube (Fossa jugularis) kommen.
Ist durch die Behinderung der Atemwege schließlich keine ausreichende Sauerstoffversorgung mehr gewährleistet, treten Herzrasen (Tachykardie) und eine Blaufärbung von Lippen und Fingernägeln (Zyanose) hinzu. Der Übergang in ein solches lebensbedrohliches Krankheitsbild ist jederzeit möglich und nicht vorhersehbar. Die Symptome treten häufig plötzlich mitten in der Nacht bei zuvor völlig gesunden Kindern auf. Das subjektive Gefühl der Luftnot führt oft zu Angst und Unruhe der Kinder, was die Symptomatik verstärken kann.
Die Erkrankung geht auch häufig mit Fieber, Rhinopharyngitis und Abgeschlagenheit einher.

## Diagnostik
Die Diagnose wird klinisch anhand der Symptome gestellt. Da die Abgrenzung zu anderen Erkrankungen mitunter schwierig ist (siehe Differenzialdiagnose), muss die Anamnese und Untersuchung besonders sorgfältig durchgeführt werden. Auch der Aufklärung der Eltern kommt eine wichtige Rolle zu, da die Erkrankung manchmal schwere und eventuell auch lebensbedrohliche Formen annehmen kann. Aufgrund des ungewissen Verlaufs besitzt der Beginn einer unmittelbaren Therapie eine hohe Dringlichkeit im Vergleich zu weitergehender Diagnostik.
Ob Röntgendiagnostik durchgeführt werden soll, wird unterschiedlich diskutiert und gehandhabt, da diese zur Diagnose selbst keinen entscheidenden Beitrag leistet. Allerdings kann durch die Röntgenaufnahme der Fall einer Fremdkörperaspiration erfasst werden. Bei einer Röntgenaufnahme kann das Kirchturm-Zeichen auftreten. Eine mikrobiologische Diagnostik ist hingegen überflüssig.
Weitere diagnostische Schritte sollten bei atypischen klinischen Verläufen ergriffen werden.

### Schweregrad
Die Einteilung des Schweregrades erfolgt üblicherweise mittels des Westley-Scores. Der Westley-Score ergibt sich aus der Summe der Punkte, die zur Beschreibung der folgenden Symptome vergeben werden: Stridor, Einziehungen, Ventilation, Zyanose und Bewusstsein (siehe Tabelle).
Unter Einziehung versteht man das nach innen Fallen der Zwischenrippenhaut oder der Haut im Jochgrubenbereich oder unter dem Rippenbogen.
| Merkmal      | Punkte | Beschreibung                   |
| ------------ | ------ | ------------------------------ |
| Stridor      | 0      | nicht vorhanden                |
|              | 1      | in Ruhe mit Stethoskop hörbar  |
|              | 2      | in Ruhe ohne Stethoskop hörbar |
| Einziehungen | 0      | nicht vorhanden                |
|              | 1      | mild                           |
|              | 2      | moderat                        |
|              | 3      | ausgeprägt                     |
| Ventilation  | 0      | normal                         |
|              | 1      | vermindert                     |
|              | 2      | deutlich vermindert            |
| Zyanose      | 0      | nicht vorhanden                |
|              | 4      | bei Aufregung                  |
|              | 5      | in Ruhe                        |
| Bewusstsein  | 0      | unbeeinträchtigt               |
|              | 5      | desorientiert                  |

- Summe der Punkte ≤2: milder Pseudokrupp
- Summe der Punkte 3–5: moderater Pseudokrupp
- Summe der Punkte 6–11: schwerer Pseudokrupp
- Summe der Punkte >12: bevorstehende respiratorische Insuffizienz

In den meisten Fällen (85 %) liegt milder Pseudokrupp vor, während schwerer Pseudokrupp in <1 % der Fälle auftritt.

## Therapie
Als wichtige Erstmaßnahme gilt das beruhigende Einwirken der Eltern auf das Kind.  Je weniger Angst das Kind erlebt und je ruhiger es sich verhält, umso geringer ist der Sauerstoffverbrauch, was wiederum die Luftnot relativ verringert.
Da die Prognose ungewiss ist, sollte immer ein Arzt hinzugezogen und eine stationäre Einweisung erwogen werden. Bei schweren Verläufen (ausgeprägte Atemnot oder krankhafte Atemgeräusche trotz Therapie) muss sie in jedem Fall erfolgen.
In der älteren Literatur wird manchmal empfohlen, feuchte Luft (eventuell per Vernebler) zu inhalieren. Eine umfangreiche Auswertung von randomisierten kontrollierten Studien hat jedoch ergeben, dass diese Maßnahme zu keiner Besserung der Symptome führt.
Therapie der Wahl ist bei allen Schweregraden die einmalige Gabe von Glucocorticoiden. Die Gabe kann intravenös, intramuskulär, oral, rektal oder inhalativ erfolgen.  Eine Metaanalyse hat ergeben, dass von den zur Verfügung stehenden Glucocorticoiden und Darreichungsformen die einmalige orale Gabe von Dexamethason zu bevorzugen ist.  Die Gabe von Prednison- bzw. Prednisolon-Zäpfchen ist in Deutschland jedoch nach wie vor üblich, besitzt aber den Nachteil der unsicheren Resorption, welche zwischen 20 und 80 % schwanken kann. Zur Wirksamkeit der rektalen Gabe von Glucocorticoiden (Prednisolon und Prednison) liegen zudem keine randomisierten kontrollierten Studien vor. Die Wirkung der Glucocorticoide setzt je nach Wirkstoff meist nach 30–60 Minuten ein.  Die Wirkung hält über viele Stunden an (biologische Halbwertszeit  Dexamethason: 36–72 h, Prednisolon/Prednison 12–36 h).
Bei mittleren bis schweren Verläufen (Dyspnoe, Zyanose) oder ausbleibender Wirkung sollte zusätzlich Adrenalin (Epinephrin) zur Inhalation verwendet werden. Die abschwellende Wirkung setzt bereits nach zehn Minuten ein, hält aber nur für etwa zwei Stunden an. Die Empfehlung zu inhalativem Adrenalin wurde in einer Metaanalyse bestätigt.
In schweren Fällen und Verschlechterung des Zustandes wird eine endotracheale Intubation unter Narkose durchgeführt, dies ist jedoch nur sehr selten notwendig.

## Differenzialdiagnosen
Weitere Ursachen für Luftwegsobstruktionen im Kehlkopfbereich können sein:
- Epiglottitis: (Hinweise: Speichelfluss, reduzierter Allgemeinzustand, hohes Fieber, keine Haemophilus-influenza-B-Impfung)
 Seit Einführung der spezifischen Impfung gegen Haemophilus influenzae Typ B ist diese Erkrankung selten geworden.
- Diphtherie („echter Krupp“): (Hinweise: fehlende Impfung, süßlicher Geruch, reduzierter Allgemeinzustand, Herkunftsanamnese – cave: östliches Europa)
 Durch die hohe Durchimpfungsrate in westlichen Industrienationen gegen Diphtherie tritt diese Erkrankung nur noch sehr selten auf.[19]
- eingeatmete Fremdkörper (laryngeal, pharyngeal oder tracheal): (Hinweise: sehr plötzliches Auftreten, ggf. beim Spielen, ohne vorhergehende Symptome und ohne Fieber)
- bakterielle Tracheitis: (Hinweise: vorhergehende milde bis mittlere Erkrankung über 2–7 Tage, die dann schlimmer wird, fehlendes Ansprechen auf inhalatives Adrenalin)
- Peritonsillar- und Retropharyngealabszess: (Hinweise: Halslymphknoten geschwollen, Schluckbeschwerden)
- präexistente Stenosen wie infantiler Larynx, Larynxmembranen oder -zysten
- weiche subglottische Stenose
- subglottisches Hämangiom
- Keuchhusten: (Hinweise: fehlende Impfung, anfallsartiger stakkatoartiger Husten mit 10–20 Hustenstößen hintereinander und anschließender pfeifender Einatmung)